# Mauro Staccioli
Mauro Staccioli (Volterra, 11 febbraio 1937 – Milano, 1º gennaio 2018) è stato uno scultore italiano.

## Biografia

### Infanzia e giovinezza
Mauro Staccioli nacque a Volterra nel 1937, dove si diploma all'Istituto Statale d'Arte (indirizzo ebanisteria) nel 1954. Furono di questo periodo le sue sperimentazioni in ambito pittorico e di incisione. Le sue prime opere sono di matrice informale, ma si sentono le influenze di Jackson Pollock, Alberto Burri e Lucio Fontana.

### 1955-1970: Verso la scultura
Tra la fine degli anni '50 ed i primi anni '60 insegna a Cagliari e Lodi, per poi approdare nel 1968 a Milano, prima presso il Liceo Scientifico Albert Einstein e poi presso il Liceo Artistico di Brera, del quale diventerà direttore a metà degli anni settanta. Dalla fine degli anni sessanta si dedica alla scultura, elaborando le sue forme in stretto dialogo con la società e lo spazio urbano. Il suo percorso di ricerca lo indirizza verso una “scultura-segno” che si pone in stretta correlazione con il luogo per il quale e nel quale è realizzata.

### 1972-in poi: La scultura urbana
Fin dai primi anni settanta, pioniere, sceglie l'ambiente urbano e sposta l'asse di intervento dell'artista cercando, con la scultura, di rispondere alle istanze della società tutta. La sua scelta linguistica si caratterizza per la coerenza, l'essenzialità delle forme e la perfetta adesione agli ambienti per i quali realizza le sue "sculture-intervento". Staccioli procede in un modo assolutamente rigoroso, studiando gli ambienti, la storia e le caratteristiche dei luoghi nei quali è chiamato a realizzare un'opera. Con il suo lavoro “segna” il luogo, esplicitandone la sua più intima natura e nello stesso tempo modificando la consueta percezione di coloro che si trovano ad attraversarlo.
Nel 1972, in seguito alla personale alla Galleria Toninelli di Milano, matura l'idea di organizzare una serie di "sculture-intervento" nella città di Volterra. La mostra Sculture in città segna una svolta, lo sviluppo di un ideale di scultura in stretto dialogo con lo spazio urbano e con il luogo per il quale è realizzata. Gli anni successivi lo vedono impegnato a realizzare "idee costruite" sia in spazi esterni (la mostra Lettura di un ambiente tenutasi al Castello di Vigevano nel 1977 ne è una tappa fondamentale) sia nelle sale di alcune gallerie milanesi (Studio Sant'Andrea, Studio Marconi, Galleria Bocchi), sculture che riflettono esattamente il clima politico-sociale aspro e violento di quegli anni. Segue la partecipazione, su invito di Enrico Crispolti, alla Biennale di Venezia del 1978 dove realizza un muro di cemento di otto metri che ostruisce la visuale del viale d'accesso al Padiglione Italia.
Negli anni ottanta partecipa ai lavori nella Fattoria di Celle a Santomato di Pistoia (1982), dove dà inizio a un dialogo proficuo tra scultura e ambiente naturale.
Il confronto con l'architettura e l'ambiente urbano genera invece i grandi archi rovesciati realizzati davanti al Centro per l'arte contemporanea Luigi Pecci di Prato (1988) e nella piazza principale del Parco Olimpico di Seul (Corea del Sud, 1988).
Negli Stati Uniti presentò una personale all'Università di Amherst in Massachusetts (1984) e una prima mostra al La Jolla Museum of Contemporary Art di San Diego. Compie poi una serie di installazioni nel parco della Djerassi Foundation di Woodside in California (1987-1991).

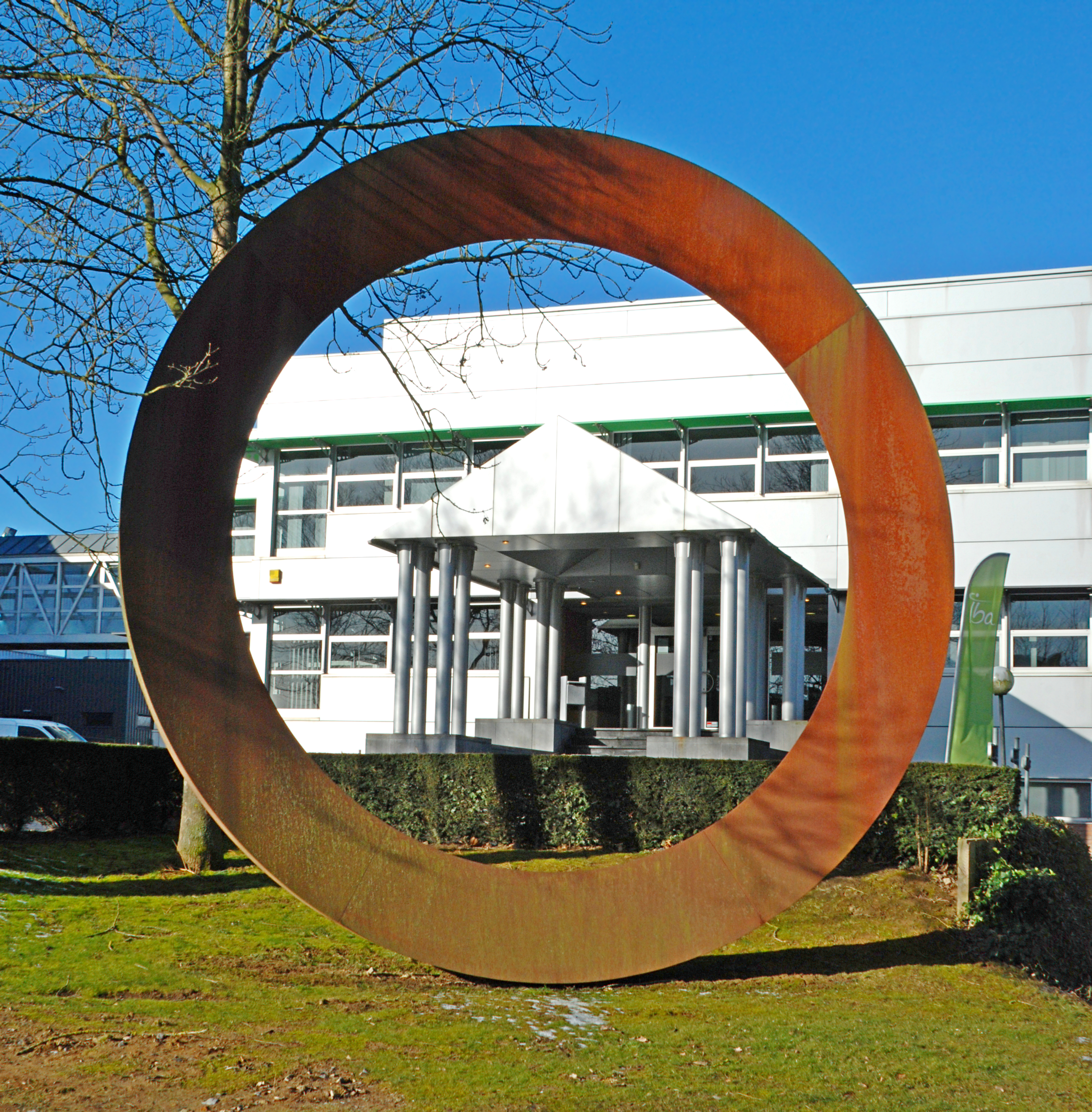
Anneau, Mauro Staccioli, Louvain-la-Neuve, Belgio

Negli anni novanta sono l'anello di Arcalís nel Principato di Andorra (1991) e di Monaco di Baviera (1996), i tondi del Parco della Fara a Bergamo (1992), del Parco della Resistenza a Santa Sofia (1993), di Santo Tirso in Portogallo (1996) e del parco di Villa Glori a Roma (1997), le mezzelune del Parco Su logu de s'iscultura di Tortolì e le sfere della piana di Ozieri in Sardegna (1995).
Staccioli sviluppò anche uno stretto legame con il Belgio dove realizza un intervento al Parc Tournay Solvay di Bruxelles per la Fondazione Europea per la Scultura (1996) e numerose altre sculture in spazi sia pubblici che privati, tra cui l'ormai celebre Equilibrio sospeso al Rond Point de l'Europe a Bruxelles (1998).
Tra i lavori più tardi sono la scultura del Lapiz Building di La Jolla-San Diego (2003), dove una trave di acciaio attraversa la facciata dell'edificio, l'arco di Pesaro (2002), le sculture di Taiwan (2003), Uguale contrario (2003) agli Horti Borromaici, di Porto Rico (2004),l'installazione di Brufa (2004) e l'intervento presso il Bodio Center di Milano (2004).

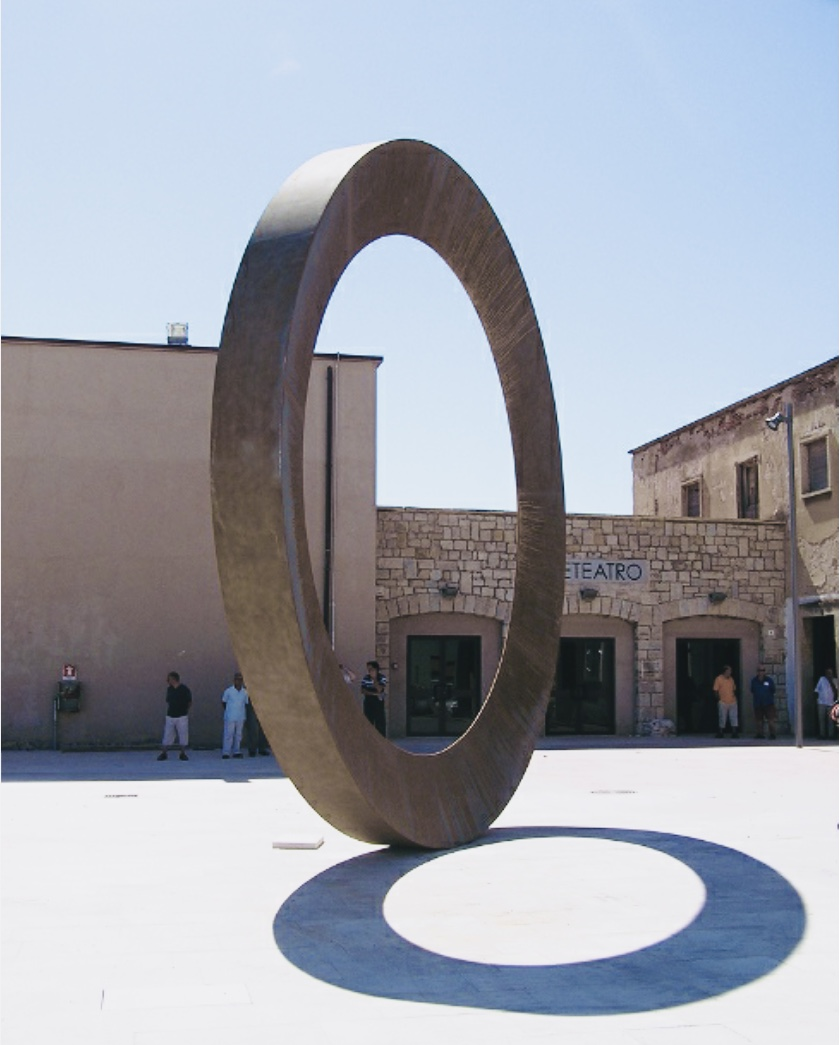
Bacu Abis 2007, Mauro Staccioli, CARBONIA, Sardegna, Italia

Sono stati da poco inaugurati alcuni importanti lavori: l'intervento presso la rotatoria d'ingresso a Pomarance e San Casciano in Val di Pesa nonché la ricostruzione dell'opera situata presso Torre di Luciana (2008), l'arco di Carrazeda de Ansiães in Portogallo (2008) e l'opera per il M.A.C.A.M. di Maglione, in provincia di Torino (2008). Recente è l'installazione di un anello di 12 metri presso il centro affari Val St Quentin a Voisins-le-Bretonneux (ottobre 2008).
Tra le ultime mostre sono da segnalare le personali alla Fundaciò La Caixa Manresa a Manresa e alla Galeria Greca di Barcellona (2002), alla Galleria Fioretto di Padova e al Musée Ianchelevici di La Louvière in Belgio (2003), alla Galleria Il Ponte di Firenze (2004), alla Galleria Fumagalli di Bergamo (2006) e alla Galleria Artiscope di Bruxelles (2007).
Nel 2009 a Volterra si inaugurò la mostra Mauro Staccioli. Luoghi d'esperienza che, oltre a proporre una selezione di disegni, piccole sculture e fotografie presentate in alcuni spazi espositivi della città, ha visto la realizzazione di ben 15 sculture ambientali che, interessando non solo la città di Volterra ma tutto il suo territorio, sottolineeranno tempi e luoghi di un paesaggio in cui storia, cultura e lavoro umano si intrecciano nell'opera dell'artista. Molte delle opere ambientali installate per l'occasione sono tuttora visibili.

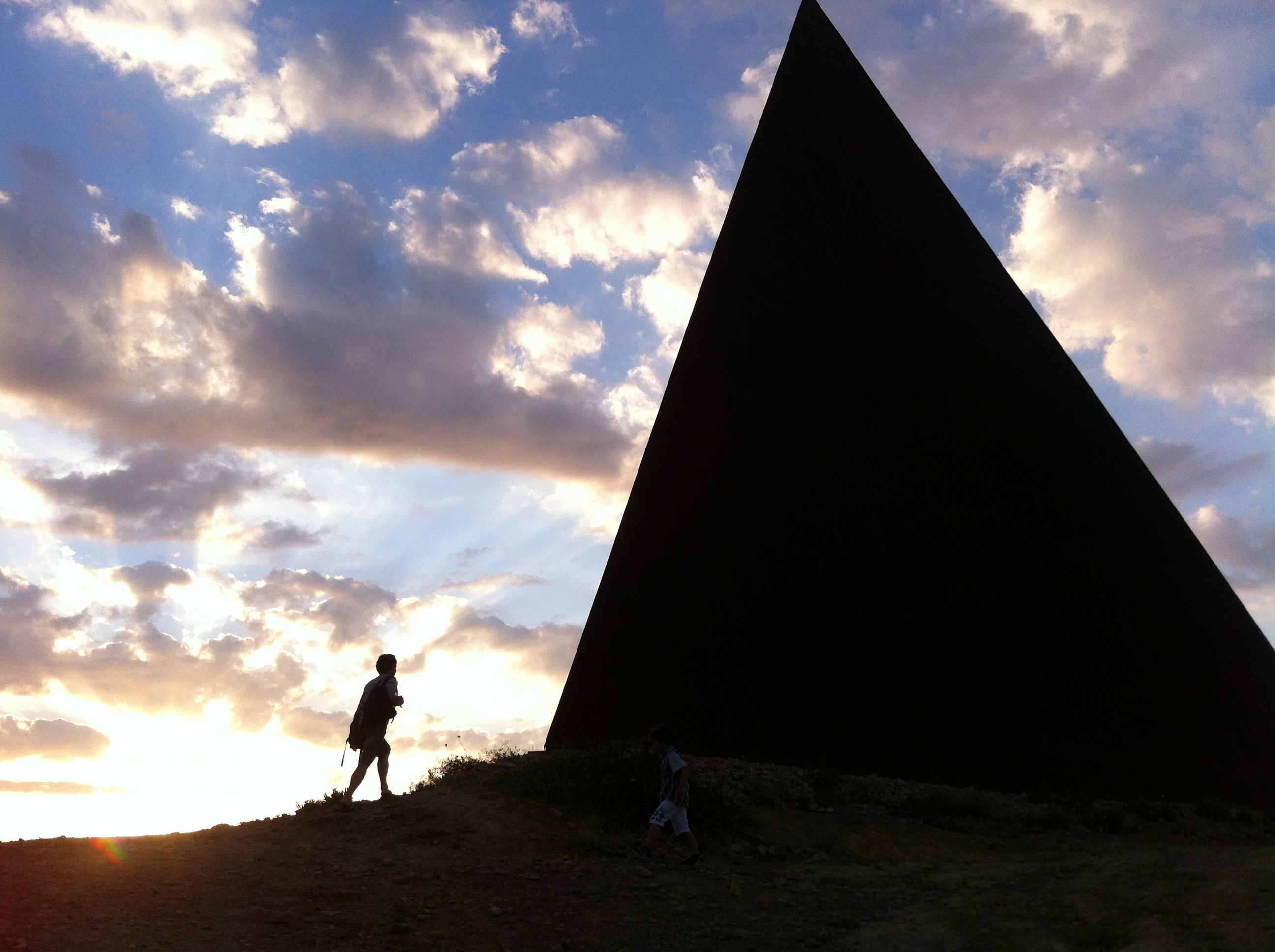
Piramide 38º Parallelo a Motta d'Affermo

Il 21 marzo 2010, a Motta d'Affermo, fu inaugurata la Piramide 38º Parallelo (come parte del progetto di arte ambientale "Fiumara d'Arte"), grande scultura su un promontorio sul mare, in acciaio Corten, alta ben 30 metri. Ideatore di tale progetto di arte ambientale è Antonio Presti, committente della piramide, ed anche dell'Art Hotel - Atelier sul mare, per cui Staccioli stesso ha realizzato una camera.
Sempre nel 2010, Mauro Staccioli installò in Località Bosco a Morterone l'opera Tondi presso il Museo d'Arte Contemporanea all'aperto di Morterone. Come per i Tondi situati in località Prà de l'ort, anche in questo caso non si tratta di sculture autonome ed indipendenti che si ergono con una fisicità massiccia e totalizzante nello spazio, quanto piuttosto di corpi, entità plastiche, che vivono di un continuo dialogo con lo spazio naturale circostante.
Nel 2011 a Catanzaro si è tenuta la mostra Mauro Staccioli. Cerchio Imperfetto. Al Parco archeologico di Scolacium e al MARCA per la serie Intersezioni a cura di Alberto Fiz.
Nel febbraio 2012 si è inaugurata la mostra Mauro Staccioli. Gli anni di cemento 1968-1982 contemporaneamente nelle due sedi della Galleria Il Ponte di Firenze e della Galleria Niccoli di Parma.
Staccioli è stato membro associato dell'Académie Royale des sciences, des lettres et des beaux-arts de Belgique e Accademico Nazionale dell'Accademia di San Luca.
Nel 2014 è stato prodotto il film documentario Corso Italia '96 di Alberto Tempi, testimonianza della storia dell'installazione temporanea dell'artista a San Giovanni Valdarno nell'autunno del 1996 e che tuttora attende la sua collocazione definitiva: il film ha vinto il premio speciale (Marzocco d'Oro) della Giuria al Valdarno Cinema Fedic 2014 come miglior cortometraggio.
Viveva e lavorava fra Volterra e Milano, dove è scomparso a gennaio 2018 all'età di 80 anni.